# دودمان آنتیپاتری

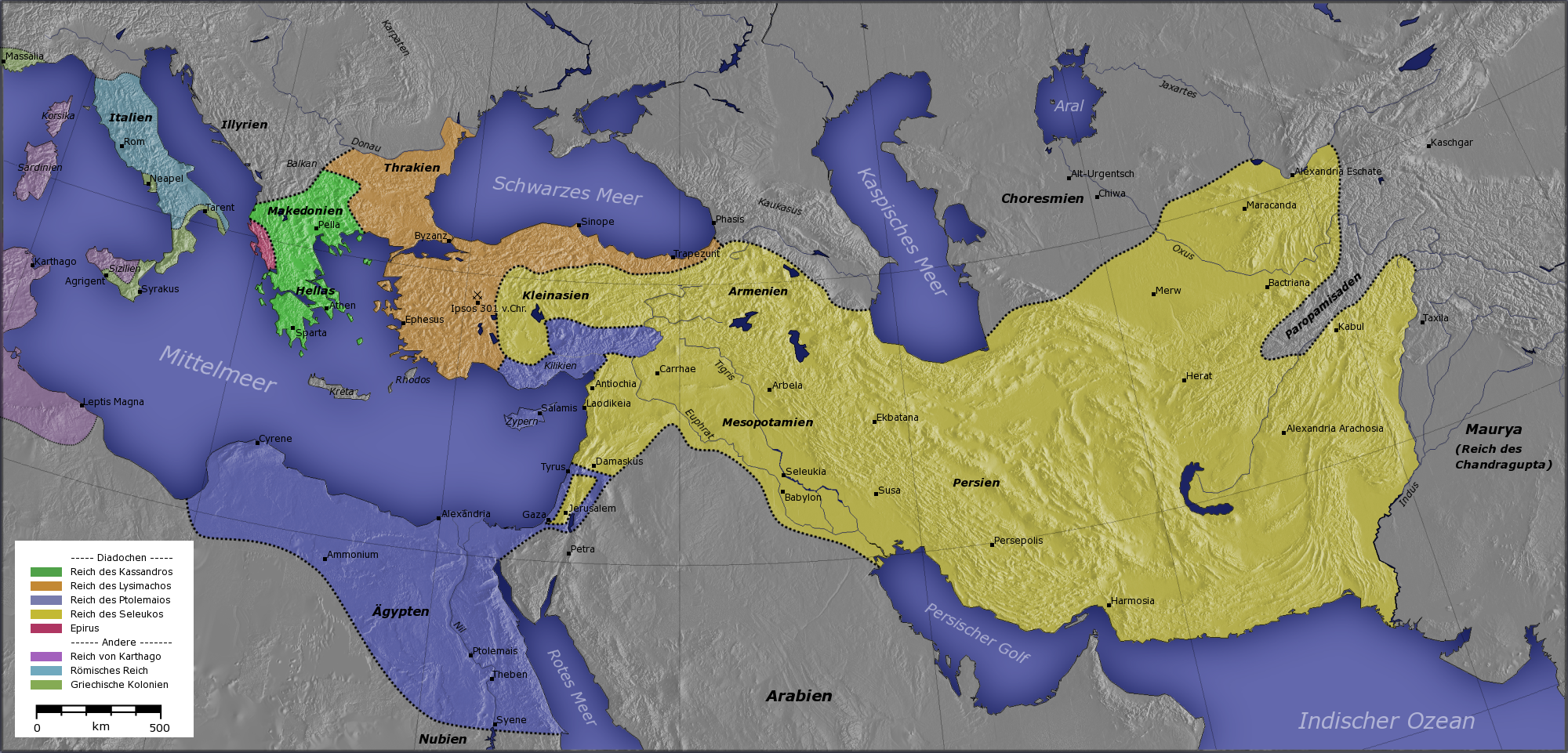
نقشه حدود قلمرو جانشینان اسکندر در ۲۸۱ قبل از میلاد؛ مناطق تحت حاکمیت دودمان آنتیپاتری (رنگ سبز)

دودمان آنتیپاتری (زبان یونانی: Ἀντιπατρίδαι) دولتی مقدونی بود که توسط کاساندر پسر آنتیپاتر در ۳۰۲ قبل از میلاد تأسیس شد. عمر این دودمان چندان به درازا نکشید و در ۲۹۴ قبل از میلاد توسط دودمان آنتیگونی از میان رفت.
اعضای دودمان آنتیپاتری عبارتند از:
- آنتیپاتر
- کاساندر (۳۰۲-۲۹۷ قبل از میلاد)
- فیلیپ چهارم (۲۹۷ قبل از میلاد)
- اسکندر پنجم (۲۹۷-۲۹۴ قبل از میلاد)
- آنتیپاتر دوم (۲۹۶-۲۹۴ قبل از میلاد)
- آنتیپاتر اِتِسیاس (۲۷۹ قبل از میلاد)